# Zaozerne, Tulciîn
Zaozerne (în ucraineană Заозерне) este localitatea de reședință a comunei Zaozerne din raionul Tulciîn, regiunea Vinnița, Ucraina.

## Demografie
Componența lingvistică a localității Zaozerne
     Ucraineană (96,88%)
     Rusă (2,69%)
     Alte limbi (0,22%)
Conform recensământului din 2001, majoritatea populației localității Zaozerne era vorbitoare de ucraineană (96,88%), existând în minoritate și vorbitori de rusă (2,69%).